# Hetum Gruber
Hetum Gruber, Pseudonym htmrbr (* 1937 in Tilsit; † 12. März 2019), war ein deutscher Konzeptkünstler.

## Werdegang
Seit 1998 gibt es von Hetum Gruber keine autorisierte Vita mehr: „In Zukunft auch keine weiteren Angaben zur Person, keine Vita, keine Ausstellungsverzeichnisse, keine Bibliografien mehr usf.“ (Hetum Gruber, Eintrag im Werkbuch 20. März 1998). Seit 1998 nannte sich der Künstler htmrbr – das Pseudonym überspringt jeden zweiten Buchstaben seines Namens.
Von 1980 bis 2002 Professor in den Grundlagen Kunst an der damaligen Fachhochschule für Gestaltung, dann Hochschule Pforzheim, Fakultät für Gestaltung.

## Werk

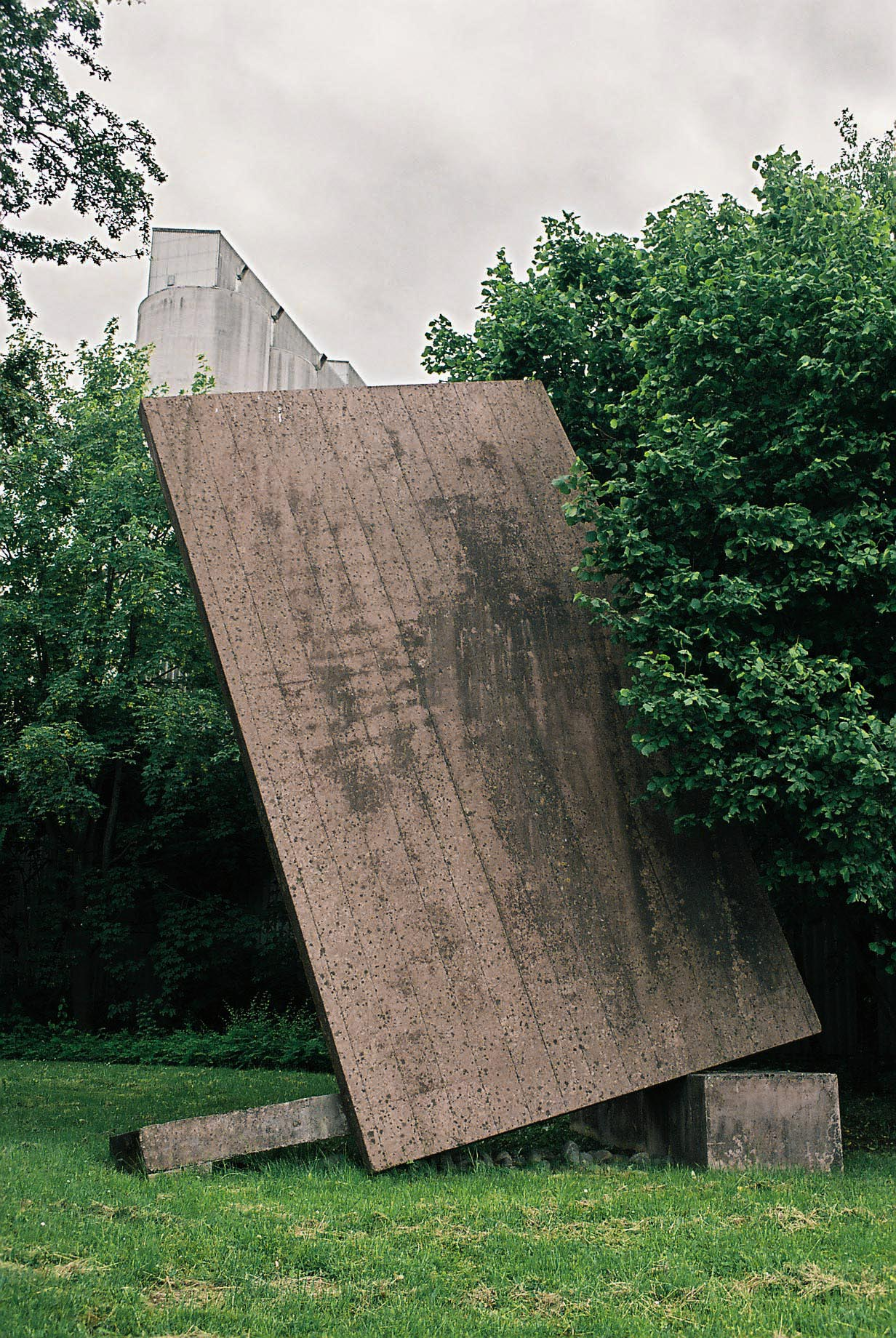
Skulpturenstraße Dotternhausen Hetum Gruber

Sein Werk umfasst Skulpturen, Fotoarbeiten, Zeichnungen und Installationen. Im Vordergrund stand der Arbeitsprozess als Vermittlung zwischen Denken und Machen.
Seit 1973 zeichnete Hetum Gruber (im Sinne von: „etwas machen, dessen Fertigstellung unabsehbar ist“) auf einer Rolle Packpapier. Das Vorgehen ist einfach, erfordert allerdings Ausdauer. Die klassische Technik des Zeichnens wurde auf Schraffieren mit dem Bleistift reduziert und der Tonwert auf das metallische Bleischwarz des Grafits. 2004 hatte er 23 Meter schraffiert. „Jeder Strich ist ein Nachweis meiner Präsenz“ äußerte Gruber. Ausgestellt wird nicht nur das geschwärzte Papier, sondern auch die Frottage, die Unterlage. Das Element Zeit bezog er mit ein, indem er sich eine festgelegte Uhrzeit oder eine geometrische Grenzlinie als Limit setzte, bei dessen Erreichen er die Arbeit beendete.
Hetum Gruber starb am 12. März 2019.

## Ausstellungen
- 1975, 1999: Kunstverein Ingolstadt